# Битва при Суводоле
Битва при Суводоле (серб. Бој на Суводолу) произошла близ Сеницы между сербскими повстанцами под командованием Карагеоргия и османской армией, состоящей из албанцев под командованием Нуман-паши, 10 июня 1809 года, во время Первого сербского восстания. Сражение завершилось победой сербов.

## Предыстория
Весной 1809 года, во время Русско-турецкой войны (1806—1812), сербы вновь взялись за оружие и начали наносить удары по османам за пределами Смедеревского санджака. Карагеоргий и его повстанцы освободили Нова-Варош и Шеницу и двинулись вперед к реке Лим. 9 июня, опасаясь войск Нуман-паши, которые уже базировались в районе Суводола, войска Карагеоргия двинулись вперед от реки Лим в направлении Суводола. На следующий день, 10 июня, войско Карагеоргияи (4 000 — 6 000) прибыло в деревню Суводол с северо-запада, где располагались от 8 000 до 20 000 албанских бойцов под командованием Нуман-паши. По приблизительным, более поздним,  оценкам, силы Карагеоргия составляли 4 000 — 4 500 солдат и неизвестное количество пушек. В то время как силы Нуман-паши насчитывали 4 000 солдат без пушек.
Ожидая прибытия сербов, войска Нуман-паши начали сооружать траншеи на холмах, окружающих Суводол. Отсюда хорошо просматривалась равнина внизу. Это была удобная позиция. Понимая, что он в лучшем положении, Нуман-паша не торопился. Он принял совет своих подчиненных окружить сербов на поле боя широкой дугой, а затем подождать, пока пройдет полдень и спадет жара, потому что день был очень жарким. Однако благодаря густому лесу внизу и утреннему туману войска Карагеоргия смогли незаметно подкрасться к албанским траншеям.

## Ход битвы
Вечером 10 июня Нуман-паша приказал контратаковать повстанцев и заставил сербов отступить к своим артиллерийским позициям. Но сербская кавалерия под командованием воеводы Вуле Илич Коларац атаковала один из албанских флангов с такой силой и неожиданностью, что это повергло албанские войска в смятение, так как кавалерия окружала их с флангов. Албанские войска попытались перегруппироваться и напасть на повстанцев. Однако они были встречены яростным огнем сербских пушек и пехоты. В разгар боевых действий и плохой видимости из-за тумана воевода Вуле Илич Коларац начал кричать по-турецки «наши войска отступили», чтобы обмануть албанцев и заставить их отступить. Эта уловка привела войска Нуман-паши в ещё большее смятение. Измученный беспощадными атаками, раненый Нуман-паша и его войска отступили.
Отступающие албанские войска пытались перегруппироваться и устроили засаду на преследовавших их повстанцев. Однако албанцы были оттеснены дальше в Скалистые ущелья, где сербы начали сбрасывать на них большие камни. Повстанцы продолжали преследовать поверженного противника, но многих спас туман и ночь. Те, кто уцелел, отступили к Печу и Нови-Пазару.

## Результаты
Войска Нуман-паши потеряли более 600 человек, а войска Карагеоргия — 120. Победа в битве позволила освободить территории и открыла путь в Черногорию.